# Étables-sur-Mer
Étables-sur-Mer (en bretón Staol) era una comuna francesa situada en el departamento de Costas de Armor, de la región de Bretaña, que el 1 de enero de 2016 pasó a ser una comuna delegada de la comuna nueva de Binic-Étables-sur-Mer al fusionarse con la comuna de Binic.

## Demografía
| Gráfica de evolución demográfica de Étables-sur-Mer entre 1800 y 2014 |
|                                                                       |

Los datos demográficos contemplados en este gráfico de la comuna de Étables-sur-Mer se han cogido de 1800 a 1999 de la página francesa EHESS/Cassini, y los demás datos de la página del INSEE.